# ノンフィクション劇場
『ノンフィクション劇場』（ノンフィクションげきじょう）は、1962年1月18日から1968年3月28日まで日本テレビ系列局で放送されていた日本テレビ製作のドキュメンタリー番組である（中断期間あり）。

## 概要
井原高忠らとともに日本テレビ社員の第一期生となった牛山純一が企画・プロデュースした、本格的社会派テレビドキュメンタリーの草分け的番組。
長期にわたって特定の人物（または団体）に密着し、時には生活を共にして取材するなど、当時は「ドキュメンタリー版ヌーベルバーグだ」と称されるほどであった。牛山ら局内の人物だけでなく、羽仁進、大島渚、井上梅次、田原総一朗ら外部の演出家・映画監督を起用した点でもテレビ業界に旋風を巻き起こした。多くの作品に、のちに脚本家として名を上げる早坂暁が放送作家として参加している。数々の名誉ある賞を受賞したが、その一方で外部からの圧力によって放送中止に追い込まれるなど、“負”の歴史も数多く残している。

## 放送時間
いずれも日本標準時。日本テレビ社史『大衆ととも25年』「放送番組の移り変わり」より

### 第1期
- 木曜21:45 - 22:15（1962年1月18日 - 1963年9月[要出典]）

### 第2期
- 日曜22:30 - 23:00（1964年4月 - 9月）
- 日曜22:15 - 22:45（1964年10月 - 1965年9月）
- 日曜21:30 - 22:00（1965年10月 - 12月）
- 月曜21:00 - 21:30（1966年1月 - 3月）
- 木曜22:00 - 22:30（1966年4月 - 1968年3月28日）

## 提供
- 第1期は鐘淵紡績（現・クラシエ）の一社提供。
- 第2期は東京ガスの一社提供。

## 主な作品

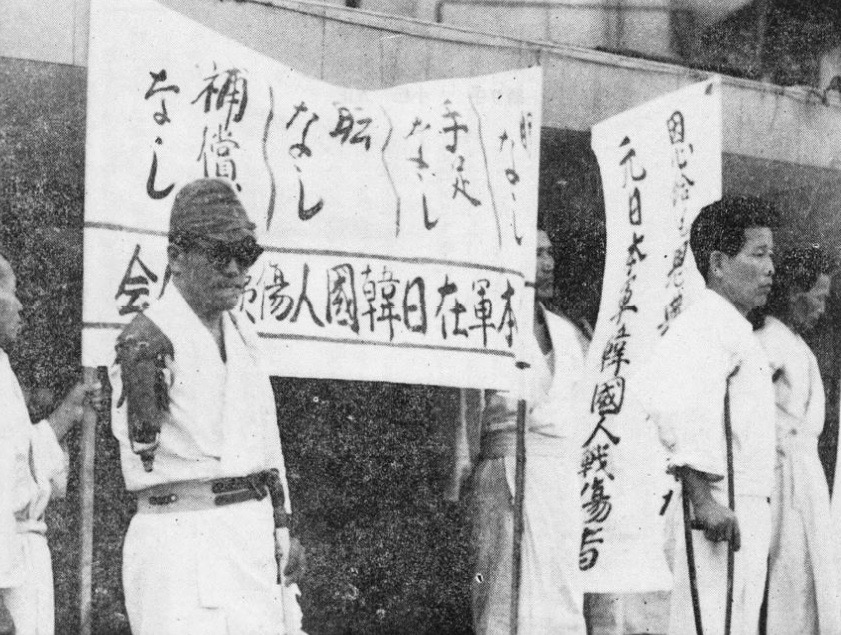
『忘れられた皇軍』（1963年）

南の島に米が振る・青ヶ島の記録（1962年1月18日放送）
記念すべき第1回。東京都下青ヶ島の小中学校に通う2人の生徒の目を通して、島の自然と厳しい暮らしを描いた作品。牛山純一ら番組スタッフは約1か月間、島の人々と生活を共にしたが、この間海が荒れて食糧を乗せた船が島に着かず、航空自衛隊ヘリの食糧投下で急場をしのいだとされる。
鷹匠 老人と鷹（1962年1月25日放送）
第2回放送。山形県真室川町で唯一となってしまった“鷹匠”の老人と、彼に仕える狩猟用のクマタカとの葛藤および友情を描いた作品。あらゆる方面で感動を呼び、同年のカンヌ国際映画祭のテレビ映画部門でグランプリを受賞した。
サリドマイド禍を救う愛の実況手術（1963年4月26日放送）
当時社会問題と化していた薬害“サリドマイド禍”によって生まれた、男の赤ん坊のひとりの手術を克明に記録した作品。その後も日本テレビはこの少年への取材を中学校入学まで続け、その集大成ともいうべきドキュメンタリー『君は明日を掴めるか』がこの12年後の1975年に同じく日本テレビで放送され、エミー賞などを受賞した。
忘れられた皇軍（1963年8月16日放送）
大島渚、野口秀夫の共同監督。大島渚、早坂暁の共同脚本。ナレーションは小松方正。平和条約国籍離脱者であることから軍人恩給を得られない、元朝鮮人日本兵の傷痍軍人たち（彼らは街頭募金で生計を立てている）にスポットを当て、太平洋戦争犠牲者に対するヒューマニズムの復活を訴えた作品。「日本人よ、これでいいのだろうか」というメッセージによって締めくくられる。記念すべき第1回ギャラクシー賞受賞作。なお作品中には、傷痍軍人たちと押し問答する、当時の内閣総理大臣・池田勇人の秘書官だった伊藤昌哉（後の政治評論家）や、すでに政界を引退していた元首相・吉田茂も登場するが、この作品では説明こそないものの、吉田を「“忘れられた皇軍”たちをないがしろにした無責任かつ冷酷な人物」にとらえさせるような映像構成に仕上がっている。ちなみにこの20年後の1983年に公開された大島の監督作『戦場のメリークリスマス』にも、ジョニー大倉扮する朝鮮人日本兵に対する不当な扱いが描かれている。大島は、同作品と興行面で争っていた『小説吉田学校』を駄作呼ばわりし、監督の森谷司郎や主演の森繁久彌を激怒させている。
51年後の2014年1月13日（1月12日深夜） 0:50 - 1:45、『NNNドキュメント'14』の「反骨のドキュメンタリスト 大島渚」にて完全ノーカット放送された。
南ベトナム海兵大隊戦記・第一部（1965年5月9日放送）
牛山がディレクターも務めた。戦争真っ只中のベトナム戦線を取材した作品で、アメリカ海兵隊隊員が捕虜をカメラの前で惨殺したり、捕虜の生首をぶら下げて歩くシーンを挿入するなど、現地で演出した牛山らは映像で戦争の悲惨さ、むごたらしさを訴えていたが、放送後内閣官房長官・橋本登美三郎から日本テレビ社長・小林與三次（肩書はいずれも当時）宛に抗議という名の電話が入るなど、当時の日本政府に「反米思想だ」と間違った解釈をされたため、第二部以降は放送中止となってしまった（当初は第三部まで放送する予定だった）。日テレ側は放送を強行するつもりだったが、中止を知らされた牛山はその場で泣き崩れたという。
なお、1978年10月5日に同局で放送された特別番組『力道山からピンク・レディーまで テレビ25年総集編』の終わり際に、この作品の未使用のフィルム（モノクロ・無音）が数分間放送された。その際、番組司会の福留功男アナウンサーは、この作品が放送中止に至った経緯を短く説明するとともに、「（第一部の）問題の場面のフィルムは廃棄処分となりましたが、（今流れている）これは未使用のフィルムです」といった旨の説明を加えていた。

## 後続シリーズ
- ノンフィクションアワー
- 驚異の世界・ノンフィクションアワー